# Forst (Lausitz)
Forst (Lausitz) (in basso sorabo Baršć) è una città di 17 721 abitanti del Brandeburgo, in Germania. È capoluogo del circondario della Sprea-Neiße.

## Geografia fisica
Forst è situata sul lato occidentale del fiume Neiße, al confine con la Polonia, di fronte alla frazione di Zasieki.

## Storia
Forst è una "città divisa", separata nel 1945 secondo gli accordi della Conferenza di Potsdam, che stabilivano i nuovi confini tedesco-polacchi con la "Linea Oder-Neisse".

La frazione polacca di Zasieki (oggi Brody), era fino a quella data la parte orientale di Forst, con il nome di Berge.
Il 20 settembre 1993 vennero annessi alla città di Forst i comuni di Bohrau, Briesnig, Groß Bademeusel, Groß Jamno, Mulknitz e Naundorf.

## Società

### Evoluzione demografica
- Sviluppo della popolazione dal 1875 entro gli attuali confini (linea blu: popolazione; linea puntata: confronto dello sviluppo della popolazione dello stato del Brandenburgo; sfondo grigio: ai tempi del governo nazista; sfondo rosso: al tempo del governo comunista)
- Sviluppo recente della popolazione (linea blu) e previsioni

| Anno | Abitanti |
| ---- | -------- |
| 1875 | 19 084   |
| 1890 | 27 494   |
| 1910 | 31 594   |
| 1925 | 32 977   |
| 1939 | 36 771   |
| 1950 | 33 339   |
| 1964 | 32 342   |

| Anno | Abitanti |
| ---- | -------- |
| 1971 | 31 471   |
| 1981 | 28 870   |
| 1985 | 28 031   |
| 1990 | 27 214   |
| 1995 | 25 701   |
| 2000 | 24 309   |
| 2005 | 22 391   |

| Anno | Abitanti |
| ---- | -------- |
| 2010 | 20 618   |
| 2015 | 18 773   |
| 2016 | 18 651   |
| 2017 | 18 353   |
| 2018 | 18 164   |
| 2019 | 17 902   |
| 2020 | 17 691   |

Fonti dei dati sono nel dettaglio nelle Wikimedia Commons.

## Geografia antropica

### Suddivisioni amministrative
Forst (Lausitz) si divide in 11 zone (Ortsteil), corrispondenti all'area urbana e a 10 frazioni:
- Forst (area urbana), con le località:
  - Domsdorf
  - Eulo
  - Keune
  - Noßdorf
- Bohrau
- Briesnig
- Groß Bademeusel
- Groß Jamno
- Horno (Rogow)
- Klein Bademeusel
- Klein Jamno
- Mulknitz
- Naundorf
- Sacro

## Amministrazione

### Gemellaggi
Forst è gemellata con:
- Wermelskirchen, dal 1990
- Brody, dal 2000
- Lubsko, dal 2000